# Whickham
Whickham è un paese di 16 652 abitanti della contea del Tyne and Wear, in Inghilterra.